# ویتاس گرولایتیس
ویتاس گرولایتیس (انگلیسی: Vitas Gerulaitis؛ زاده ۲۶ ژوئیهٔ ۱۹۵۴ درگذشته ۱۷ سپتامبر ۱۹۹۴) یک تنیس‌باز اهل ایالات متحده آمریکا بود.
نکته جالب در مورد این بازیکن تنیس این است که او شانزده بار پیاپی در برابر جیمی کانر باخت و سرانجام در بازی هفدهم به پیروزی رسید و به کانر گفت:"این درسی باشد برای تو که بدانی هیچکس نمی‌تواند ویتاس گرولایتیس را ۱۷ بار پیاپی شکست دهد!"
بزرگترین افتخار ورزشی گرولایتیس قهرمانی در AO (اولین گراند اسلم سال) در سال ۱۹۷۷ است، البته او در سال ۱۹۷۹ و ۱۹۸۰ به ترتیب به فینال USO و رولاندگروس رسید اما موفق به کسب قهرمانی نشد.